# Cubo de espejos

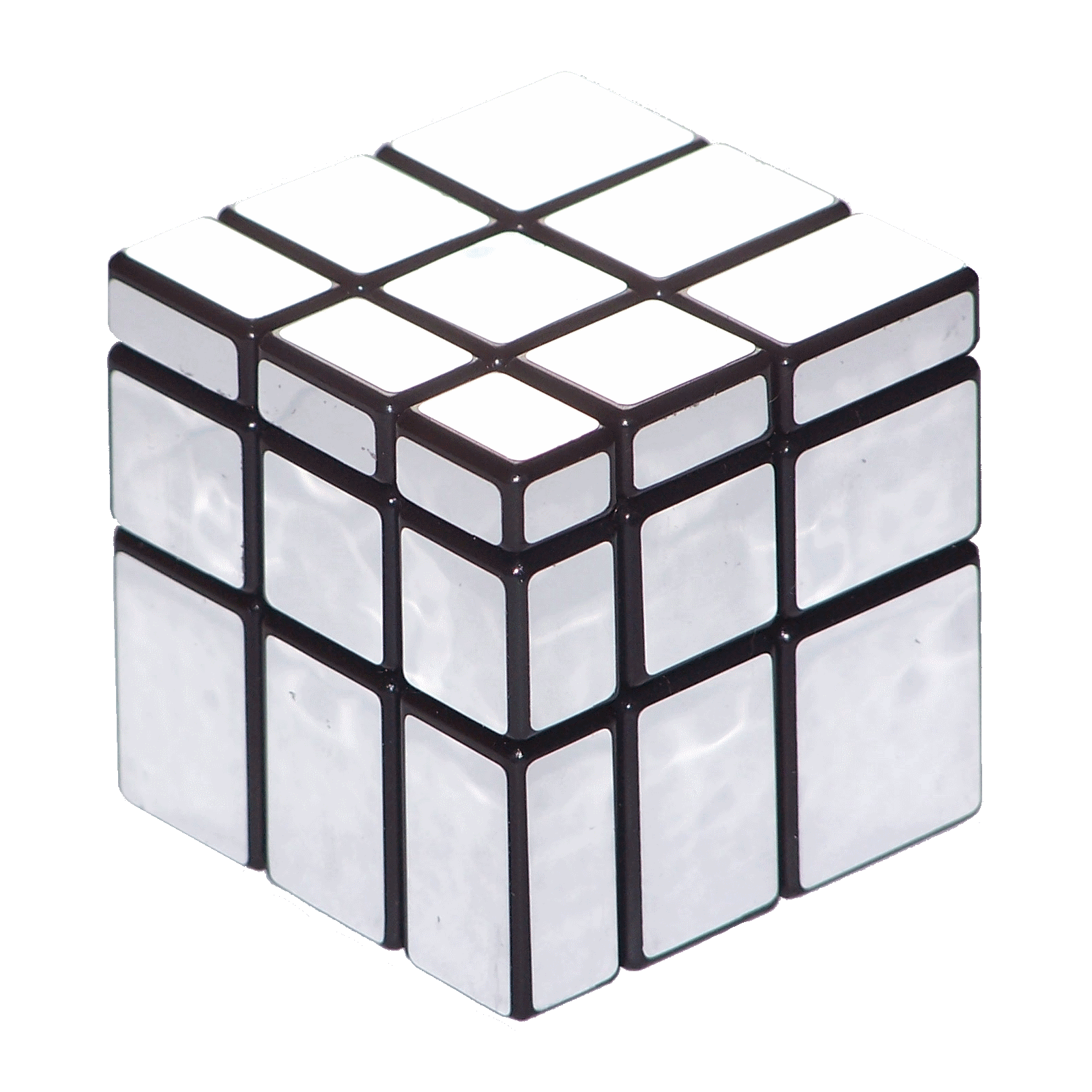
Cubo de espejos resuelto.

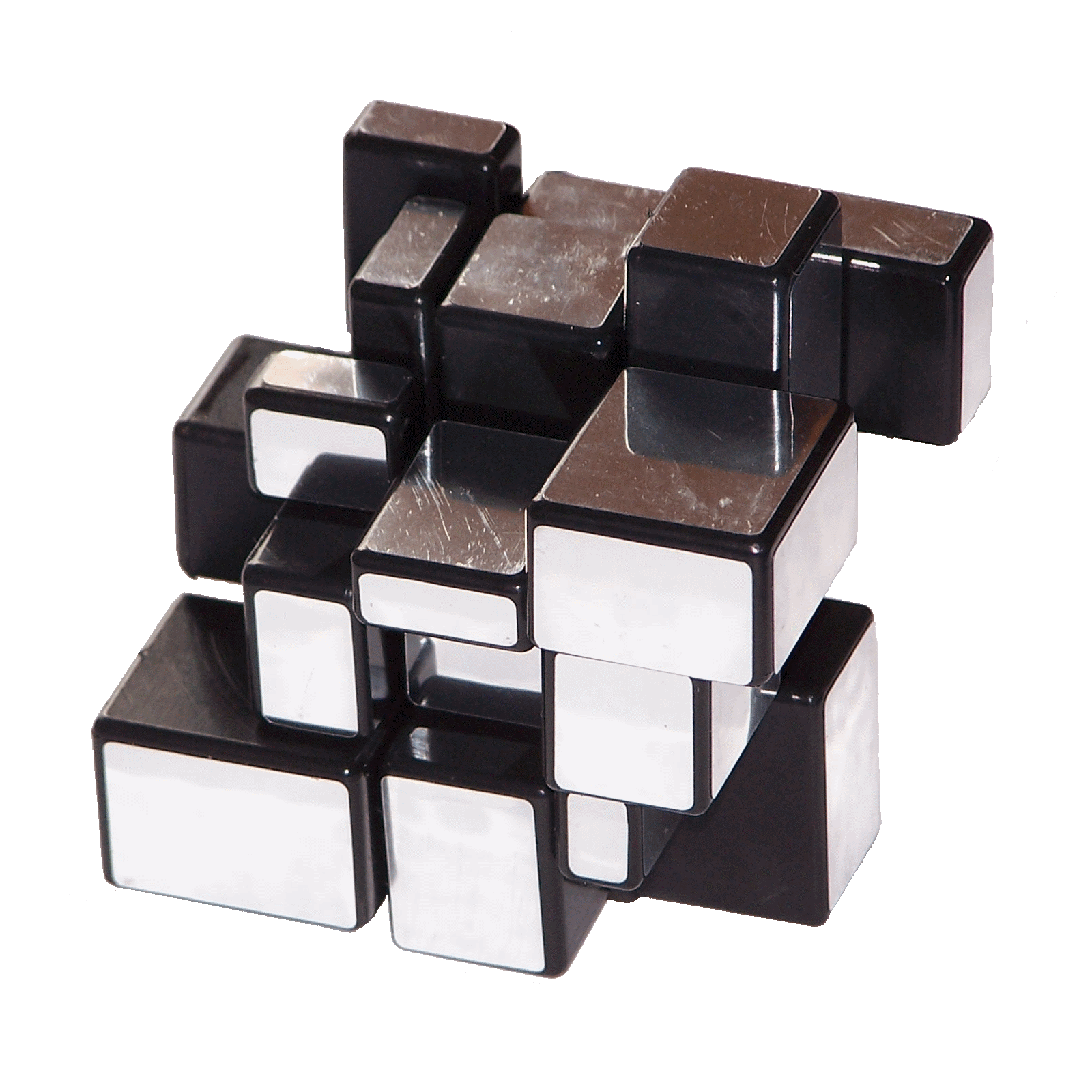
Cubo de espejos sin resolver.

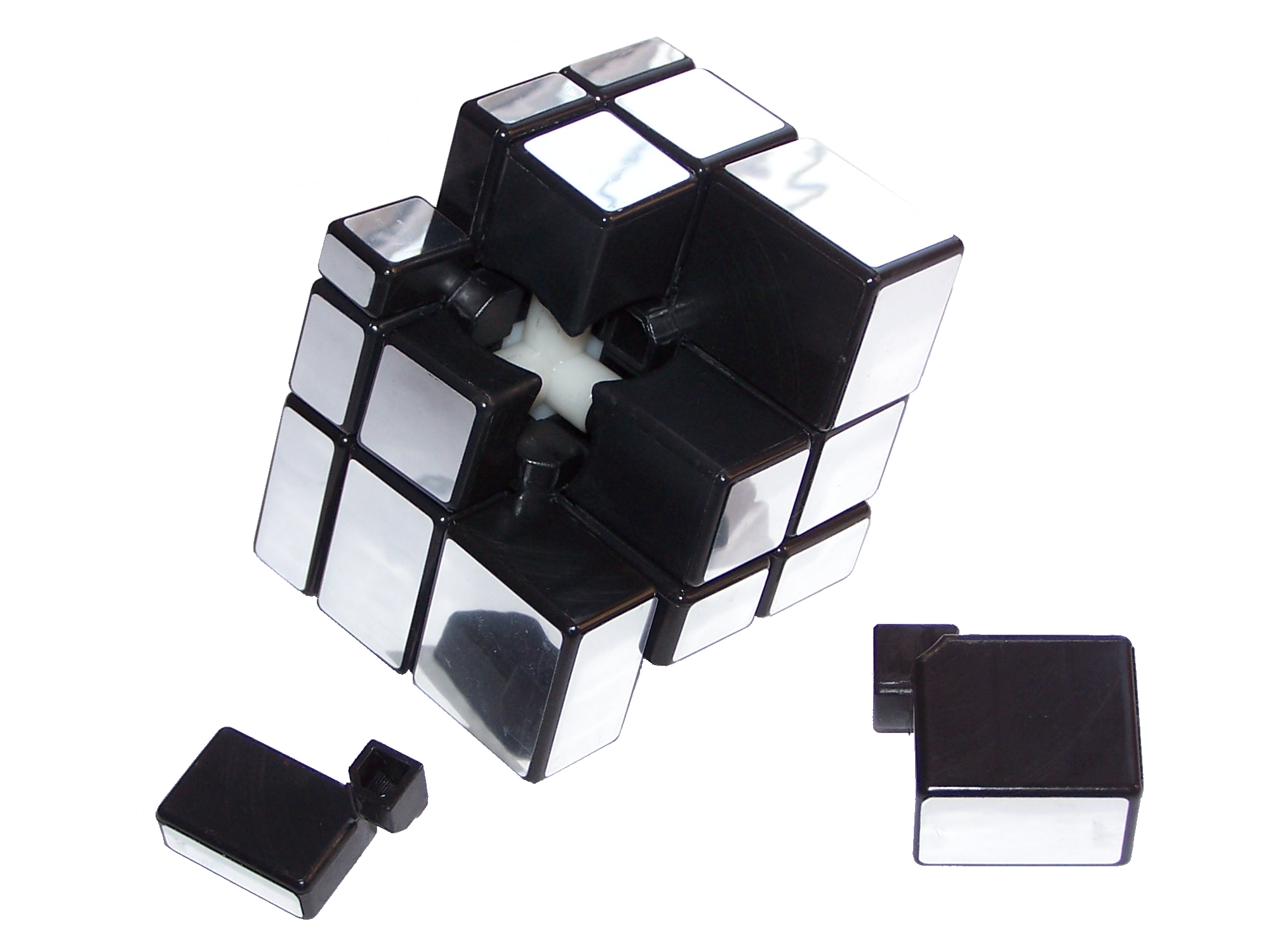
Cubo de espejos desensamblado.

El Cubo de espejos (también conocido como Mirror cube, Mirror Blocks, Bump o Bump Cube) es un rompecabezas rotable cúbico, variante del tradicional Cubo de Rubik. Existen además otras variaciones del mirror cube que van con un incremento de sus aristas: 4x4 hasta 11x11 (hasta la fecha aún no fabricados en masa) y otras modificaciones de forma como el Void Mirror Cube, Ghost Mirror Cube y Piraminx Mirror cube.

## Historia
El cubo de espejos (originalmente llamado Bump Cube), fue inventado por Hidetoshi Takeji en 2006, cuando estaba participando en el Puzzle Design Competition de ese año.

## Descripción
El cubo de espejos es mecánicamente igual que el cubo de Rubik, pero los 26 cubos que lo conforman, en lugar diferir en color, difieren en forma y todos tienen el mismo color, generalmente  plateado. La excepción es el cubo Horror Mirror que, además de formas, implementa colores; lo que hace tener doble resolución (puedes armarlo devolviendolo a su forma cúbica, o por colores de sus caras). En su versión estándar solamente tiene forma cúbica cuando se encuentra resuelto.

## Permutaciones
El cubo de espejos puede tomar  {\displaystyle {\frac {8!\cdot 433^{7}\cdot 12!\cdot 2^{11}}{2}}\approx 4.33\times 10^{19}} de distintos estados . Es decir, más de 43 trillones de posibles estados, tantas como el cubo de Rubik original.

## Récord
La resolución de este cubo es uno de los eventos no oficiales de la WCA, cuyos resultados se recogen en el sitio speedcubing.com. El récord de una sola resolución pertenece a Braden Richards, quien lo resolvió en 7,96 segundos, mientras que el mejor promedio de cinco resoluciones, establecido por Braden Richards también, es de 11,90 segundos.